# Tétéma à front roux
Formicarius rufifrons
Ne doit pas être confondu avec Tétéma à poitrine rousse ou Tétéma à queue rousse.
Espèce
Statut de conservation UICN

 LC  : Préoccupation mineure
Le Tétéma à front roux (Formicarius rufifrons), également appelé Fourmilier à front rouge, est une espèce de passereau de la famille des Formicariidae.

## Répartition
Avant les années 1990, Formicarius rufifrons n'avait été observé qu'au Sud-Est du Pérou, dans la Région de Madre de Dios. Par la suite, il a également été observé dans la province de Cuzco (le long du Río Urubamba), au Brésil (dans l'État d'Acre, en amont de la rivière Juruá) et en Bolivie (le long du río Tahuamanu, département de Pando).

## Habitat
Cette espèce, rarement observée, vit dans les brousailles des zones inondables le long des cours d'eau. Elle choisit des zones où de hautes forêts à sous-étage ombragé côtoient des forêts secondaires à sous-étage dense (Guadua, Heliconia).